# Another Me (EP de Kim Sung-kyu)
Pour l’article homonyme, voir Another Me.
Albums de Kim Sung-kyu
27
(2015)
Singles
1. Shine
Sortie : 7 novembre 2012
2. 60초
Sortie : 19 novembre 2012

Another Me est le premier EP du chanteur sud-coréen Kim Sung-kyu, sorti le 19 novembre 2012 par Woollim Entertainment. Le single "Shine" est sorti le 7 novembre, avant le reste de l'album.
Malgré une courte promotion, l'album a été bien reçu et est devenu l'album le plus vendu sur le mois de novembre avec 62 958 exemplaires vendus. Plus de la moitié des ventes de l'album ont été faites par des fans internationales.

## Liste des pistes
| N° de piste | Titre de la chanson               | Paroles                    | Musique                        | Arrangé par          | Durée |
| ----------- | --------------------------------- | -------------------------- | ------------------------------ | -------------------- | ----- |
| 1           | "Another Me (Intro)"              | -                          | Han Boram                      | Han Boram            | 1:07  |
| 2           | "60초 (60 Seconds)"               | Song Sooyoon               | Han Jaeho, Kim Seungsoo, & YUE | Yue & Hong Seunghyun | 3:34  |
| 3           | "I Need You"                      | Lee Junghoon               | Lee Junghoon                   | Lee Junghoon         | 3:43  |
| 4           | "Only Tears (version acoustique)" | Song Sooyoon               | Han Jaeho & Kim Seungsoo       | Han Boram            | 3:52  |
| 5           | "Shine"                           | Kim Jongwan                | Kim Jongwan                    | Kim Jongwan          | 4:36  |
| 6           | "41일 (41 Days)"                  | Lee Junghoon & Kim Sunggyu | Lee Junghoon                   | Lee Junghoon         | 4:11  |

## Classements

### Classement de l'album
| Pays         | Classement                     | Meilleure position |
| ------------ | ------------------------------ | ------------------ |
| Corée du Sud | Gaon (classement hebdomadaire) | 1                  |

| Ventes enregistrées par Gaon   | Ventes enregistrées par Gaon | Ventes enregistrées par Gaon | Ventes enregistrées par Gaon | Ventes enregistrées par Gaon |        |
| 2012                           | 2013                         | 2014                         | 2015                         | 31 mars 2016 (en cours)      | Total  |
| ------------------------------ | ---------------------------- | ---------------------------- | ---------------------------- | ---------------------------- | ------ |
| 70 552                         | 13 283                       | 6 098                        | 3,749                        | 624                          | 94 306 |
| Ventes enregistrées par Hanteo |                              |                              |                              |                              |        |
| 2012                           | 2013                         | 2014                         | 23 mai 2015 (en cours)       | Total                        |        |
| 54 290                         | 9 774                        | 3 536                        | 1 594                        | 69 194                       |        |